# Hydrotaea edwardsiana
Hydrotaea edwardsiana är en tvåvingeart som beskrevs av Fritz Isidore van Emden 1943. Hydrotaea edwardsiana ingår i släktet Hydrotaea och familjen husflugor.
Artens utbredningsområde är Uganda. Inga underarter finns listade i Catalogue of Life.